# Kaararisjärvi
Kaararisjärvi är en sjö i Gällivare kommun i Lappland och ingår i Kalixälvens huvudavrinningsområde. Kaararisjärvi ligger i Lina fjällurskog Natura 2000-område.